# Max Glashoff
Max Glashoff (Amburgo, 12 novembre 1912 – 25 aprile 2008) è stato uno scrittore tedesco.
Dal 1980 al 1984 fu presidente onorario della Deutsche Buddhistische Union.

## Biografie
Dopo aver studiato le varie religioni del mondo, nel 1948 Glashoff si avvicinò al buddismo. Il 22 agosto 1965 fu accolto nell'ordine Arya Maitreya Mandala da Lama Anagarika Govinda con il nome di Sarvamitra. 
Dal 1960 al 1984, Glashoff fu presidente dell'Unione Buddista Tedesca, che rappresentò alle conferenze internazionali della World Fellowship of Buddhists a Kuala Lumpur nel 1969, a Colombo nel 1972 e a Bangkok nel 1976 e 1978.
Max Glashoff, che è stato temporaneamente membro del consiglio di amministrazione dell'Organizzazione Buddista Mondiale, nel 1984 fu nominato presidente onorario dell'Unione Buddista Tedesca. Glashoff non si reputò mai un rappresentante del buddismo dogmatico: 
Glashoff fu autore di numerosi saggi e scritti vari sul buddismo, molti dei quali pubblicati in Asia.
Max Glashoff fu sepolto nella tomba di famiglia nel cimitero di Ohlsdorf. Si trova a sud della cappella 2 nella piazza S 16.

## Opere
- Was ist Buddhismus. Hamburg 1980
- Die Lehre des Buddha: Ein Weg zu sich selber, ein Weg zu den anderen, ein Weg aus allem heraus. Hamburg: Buddhistische Gesellschaft 1996